# Камујешти (Горж)
Камујешти (рум. Cămuiești) насеље је у Румунији у округу Горж у општини Глогова. Oпштина се налази на надморској висини од 251 m.

## Становништво
Према подацима из 2002. године у насељу је живело 223 становника, од којих су сви румунске националности.